# Auer Baustoffe
Auer Baustoffe ist ein Familienunternehmen in Erding in vierter Generation, das Baustoffhandel betreibt.

## Geschichte
1885 gründete Maurermeister Johann Auer in Erding ein Baugeschäft; in Dachauer Straße befand sich seine Ziegelei. Sein Sohn Max Auer baute 1920 das Unternehmen aus; das Baugeschäft betrieb mit 200 Beschäftigten mehrere Großbaustellen im Landkreis.
Während des Zweiten Weltkriegs musste der Betrieb zwangsversteigert werden, doch Max Auer konnte ihn 1947 zurückkaufen. 1950 trat seine Tochter Irmgard Auer mit ihrem Bruder Max in den Betrieb ein. 1957 übernahm sie mit ihm die Geschäftsführung, als der Vater unerwartet starb.
1994 übernahm Max Auer in vierter Generation. 1995 erfolgte der Umzug des Betriebes auf das ehemalige Ziegeleigelände, wo auf 20.000 m² ein Bauzentrum entstand. Filialen hat das Unternehmen in Parsdorf, Landshut, Wartenberg, Dorfen und Mintraching.